# 外沢トンネル
外沢トンネル（そとざわトンネル）は、長野県北安曇郡小谷村大字中土を通る、国道148号のトンネル。外沢隧道とも呼ばれている。

## 初代のトンネル
初代トンネル、外沢隧道は、1913年（大正2年）に災害復旧のため建設されたルート上のトンネルである。
同トンネルを含む区間は糸魚川静岡構造線（フォッサマグナ）にほぼ沿った脆弱な地質と急崚な地形のため道路の改良維持管理が非常に困難な上、冬季には豪雪のため交通が途絶していた。このため後述の2代目のトンネルが竣工した後は役割を終えて放棄された。現在は同トンネルを含めた旧道区間は全域に亘って崩落が激しい状態となっている。

## 2代目（供用中）のトンネル
- 延長 - 1,360 m（開通当時は長野県下のトンネルとしては最長であった）[2]
- 幅員 - 8 m（うち両側に75cmの歩道を完備）[2]
- 最大勾配 - 1 %[2]
- カーブ半径 - 500 m[2]
- 着工 - 1972年（昭和47年）7月[2]
- 貫通 - 1973年（昭和48年）11月22日[2]
- 竣工 - 1974年（昭和49年）12月19日[2]
- 施工者 - 間組、相模組の共同企業体[2]
- 総工費 - 約15億円[2]

工事当時はフォッサマグナに沿っているゆえに抗口付近の岸錐が厚く難工事となっていた。照明装置は電気節約を計るため、屋外輝度によるトンネルの照明調整装置が使用されていた。さらに、将来の交通量の増大に対処するため、換気設備の追加が出来るような断面にあらかじめ拡大して施工された。